# Howard Kaminsky
Pour les articles homonymes, voir Kaminsky.
Howard Kaminsky, né le 24 janvier 1940 et mort le 26 août 2017, est un éditeur, auteur et producteur de films américain ayant travaillé à Hearst Corporation et chez le géant de l'édition, Random House. Il est l'auteur de nombreux thrillers, romans et de scénarios. Kaminsky a lancé la carrière de plusieurs grands noms de la littérature. Il a écrit et publié des thrillers et a été actif en tant que producteur de films et de documentaires d'avant-garde.

## Jeunesse et études
Kaminsky est né le 24 janvier 1940 à Brooklyn.
Après avoir obtenu son diplôme de la New Utrecht High School (en), il obtient un B. A. du Brooklyn College, puis il poursuit ses études à l'université d'État de San Francisco et à l'université de Californie à Berkeley.

## Carrière
Après l'obtention de son diplôme, il a plusieurs petits emplois à New York. Il travaille ensuite pendant sept ans en tant que directeur des droits subsidiaires chez Knopf, une division de Random House.
En 1968, Howard Kaminsky rencontre Susan Stanwood, rédactrice en chef du Saturday Evening Post et future épouse.
En 1971, il quitte brièvement l'édition pour écrire et produire des films. Avec Bennett Sims et Larry Yust, Howard Kaminsky écrit le scénario du film Homebodies (1972), qui est présenté en première aux États-Unis en septembre et qui par la suite est diffusé au Danemark, en Allemagne de l'Ouest, en Suède et en Finlande.
En 1972, il retourne à l'édition, travaillant pendant quatorze ans comme président et éditeur de ce qui est appelé à l'époque Paperback Library. Il supervise la croissance significative de l'entreprise. 
Parmi les auteurs publiés figurent Norman Mailer, Richard Nixon, Sidney Sheldon, et Jackie Collins.
Kaminsky et Susan commencent également à coécrire et à publier un certain nombre de livres. Leur première publication, écrite sous le pseudonyme de Brooks Stanwood, s'intitule The Glow. Sorti à l'origine en 1979, il est publié dans treize pays, est sur la liste des best-sellers du New York Times et se vend bien en France. C'est aussi un film du même titre, avec Portia de Rossi, Dean Cain et Hal Linden (en).
En 1984, Kaminsky prend le poste de directeur général de Random House,. Trois ans plus tard, il accède au poste de vice-président exécutif, mais quitte l'entreprise peu de temps après.